# Tanit Phoenix
Pour les articles homonymes, voir Tanit et Phoenix.
Tanit Phoenix est une actrice et mannequin sud-africaine, née le 24 septembre 1980 à Durban.

## Biographie

### Vie personnelle
Elle en couple depuis 2012 avec l'acteur Sharlto Copley ; ils se sont mariés en 2016 et ont eu une fille.

## Filmographie

### Cinéma
- 2005 : Straight Outta Benoni de Trevor Clarence : Megan Alba
- 2005 : Lord of War de Andrew Niccol : Candy
- 2008 : Maya de Eric Manning : Alexandria
- 2010 : Schuks Tshabalala's Survival Guide to South Africa (en) de Gray Hofmeyr : Une infirmière
- 2010 : Génération perdue 3 : L'origine du mal (Lost Boys: The Thirst) de Dario Piana : Gwen Lieber
- 2010 : Spud de Donovan Marsh : Eve Wilson
- 2010 : Death Race 2 de Roel Reiné : Katrina Banks
- 2012 : Sécurité rapprochée (Safe House) de Daniel Espinosa : Une hôtesse
- 2012 : Mad Buddies (en) de Gray Hofmeyr : Kelsey
- 2012 : Gallow Walkers (Gallowwalkers) de Andrew Goth : Angel
- 2013 : Death Race: Inferno de Roel Reiné : Katrina
- 2013 : Spud 2: The Madness Continues de Donovan Marsh : Eve

### Télévision

#### Séries télévisées
- 2005 : Charlie Jade : L'associée de Malachi (saison 1, épisode 15)
- 2009 : The Philanthropist : Une Lap danseuse (saison 1, épisode 6)
- 2011 : Up Close with Carrie Keagan : Elle-même
- 2011-2012 : Femme fatales : Lilith (26 épisodes)